# Ioan Mihai Cochinescu
Ioan Mihai Cochinescu, né le 16 avril 1951 à Timișoara (Roumanie), est un écrivain roumain contemporain, romancier, essayiste et musicien.

## Biographie
Ioan Mihai Cochinescu a étudié la musique (violon, piano et composition) au Lycée de musique "Ion Vidu" de Timisoara (1966-1970) et à l'Université nationale de musique de Bucarest, Roumanie (1970-1974). En 2005 Ioan Mihai Cochinescu est Docteur en musique de l'Université nationale de musique de Bucarest, avec la thèse de doctorat intitulée "Le baroque musical vénitien : Antonio Vivaldi" .

## Prix
Pour son roman, L'Ambassadeur (1991) :
- Prix de l'Académie roumaine
- Prix de l'Union des écrivains de Roumanie
- Prix Liviu Rebreanu